# 朱汝鰲
朱汝鰲（1577年—？），字雨化，號崑河，浙江湖州府歸安縣匠籍，長興縣人，明朝政治人物。

## 生平
萬曆二十五年（1597年）丁酉科順天鄉試第九十三名舉人，三十二年（1604年）甲辰科進士。兵部觀政，授內鄉縣知縣，三十六年（1608年）調當塗縣知縣，四十一年（1613年）升禮部祠祭司主事。

## 家族
父朱鳴世。兄朱汝器。子朱士新、朱士楨。